# 걸복치반
걸복치반(乞伏熾磐, ? ~ 428년)은 중국 오호십육국 시대의 서진의 제3대의 군주(재위 : 412년 ~ 428년). 묘호는 태조(太祖). 시호는 문소왕(文昭王). 서진의 제2대 군주 걸복건귀의 아들이다.

## 생애
402년 10월 남량에 몸을 의탁한 옛 서진의 태자 걸복치반이 도망치자, 독발녹단은 그의 처자도 풀어주는 은혜를 베풀었다.
409년 재흥한 서진이 남량을 공격해 홍지영남(洪池嶺南)지방을 약탈했다.
414년 4월 독발녹단은 꼬인 정국을 타개하기 위해 이전에 배반했던 청해호 부근의 결간부, 을불부에 대해 직접 기병 7000명을 이끌고 원정에 나섰다. 하지만 이 기회를 틈타 서진의 걸복치반이 낙도에 공격해 들어와 역으로 남량의 수도 낙도는 함락되었다. 남량 지배하의 3군도 모두 서진에게 항복하여 돌아갈 곳을 잃어버린 원정군도 6월에 서진에 항복했다. 이로써 남량은 멸망고 독발녹단은 독살당했다. 걸복치반이 428년 병사하자 그의 아들 걸복모말이 왕위를 계승하였다.
| 전 대 걸복건귀(乞伏乾歸) | 제3대 서진 왕 412년 ~ 428년 | 후 대 걸복모말(乞伏暮末) |